# Gina Cigna
Gina Cigna, właśc. Ginetta Sens (ur. 6 marca 1900 w Paryżu, zm. 26 czerwca 2001 w Mediolanie) – francuska śpiewaczka pochodzenia włoskiego, sopran.

## Życiorys
Ukończyła studia w Konserwatorium Paryskim, następnie uczyła się śpiewu u Emmy Calvé, Hariclei Darclée i Rosiny Storchio. Zadebiutowała na scenie w 1927 roku w mediolańskiej La Scali jako Freja w Złocie Renu Richarda Wagnera. Występowała m.in. w londyńskim Covent Garden Theatre (1933, 1936–1937 i 1939). W 1937 roku debiutowała w nowojorskiej Metropolitan Opera tytułową rolą w Aidzie Giuseppe Verdiego. Wystąpiła jako Kostelnička we włoskiej prapremierze opery Leoša Janáčka Jenůfa (Wenecja 1941). W 1947 roku na skutek obrażeń odniesionych w wypadku samochodowym zaprzestała występów na scenie i poświęciła się pracy pedagogicznej. Od 1953 do 1957 roku wykładała w konserwatorium w Toronto.
Zasłynęła rolami dramatycznymi, m.in. w Aidzie i Traviacie Giuseppe Verdiego, Normie Vincenzo Belliniego i Turandot Giacomo Pucciniego.